# Jorge Luis Montenegro
Jorge Montenegro (Tulcán, Carchi, 26 de septiembre de 1988) es un ciclista de ruta ecuatoriano. Empezó como ciclista profesional en el equipo Movistar Team Ecuador desde febrero de 2014, el cual fue el primer equipo ecuatoriano de tipo profesional continental.
Su trayectoria comenzó en 2007 en equipos amateur locales como el Panavial, ganando su primera etapa a la Vuelta al Ecuador. Sus triunfos más destacados son haber conseguido 3 etapas en la Vuelta al Ecuador y una clasificación general en la Clásica Internacional de Tulcán de 2011.

## Palmarés

### Ruta
2007
- 1 etapa de la Vuelta al Ecuador

2010
- 2 etapas de la Clásica Internacional de Tulcán

2011
- Clásica Internacional de Tulcán, más 2 etapas

2012
- 1 etapa de la Clásica Internacional de Tulcán
- 1 etapa de la Vuelta al Ecuador

2013
- 1 etapa de la Vuelta al Ecuador

2014
- 3.º en el Campeonato de Ecuador en Ruta

2017
- Campeonato de Ecuador Contrarreloj
- 2.º en el Campeonato de Ecuador en Ruta

2018
- 2.º en el Campeonato de Ecuador Contrarreloj
- 3.º en el Campeonato de Ecuador en Ruta

2019
- Vuelta al Ecuador, más 1 etapa

2021
- Campeonato de Ecuador Contrarreloj

2022
- 2.º en el Campeonato de Ecuador Contrarreloj

### Pista
2013
- 3.º en los Juegos Bolivarianos en Prueba por puntos

2017
- Prueba por puntos en Juegos Bolivarianos

2018
- 3.º en los Juegos Suramericanos en Ómnium

## Equipos
- RPM Ecuador (amateur, 2013)
- Movistar Team Ecuador (2014)
- Team Banco Guayaquil Ecuador (2022)